# Emperor Magus Caligula
Emperor Magus Caligula właściwie Masse Broberg (ur. 23 maja 1973 w Ludvika) – szwedzki muzyk, wokalista i autor tekstów. Masse Broberg znany jest z występów w grupach muzycznych: Dark Funeral, Demonoid, Hypocrisy, God Among Insects, Sanctification, The Project Hate oraz Dominion Caligula.
Pod koniec lipca 2010 na oficjalnej stronie Dark Funeral, muzyk w oficjalnym oświadczeniu poinformował, iż opuszcza zespół po 15 latach współpracy. Jednocześnie podkreśla, że nie było żadnych konfliktów wewnątrz zespołu, a decyzja wynika ze względów osobistych. W 2011 roku Broberg dołączył do zespołu Witchery w którym zastąpił Erika "Legiona" Hagstedta. W 2013 roku jako muzyk koncertowy powrócił do składu Dark Funeral, rok później zastąpił go Andreas "Heljarmadr" Vingbäck.

## Dyskografia
| Dark Funeral - Vobiscum Satanas (1998, No Fashion Records) - Teach Children to Worship Satan (2000, No Fashion Records) - Diabolis Interium (2001, No Fashion Records) - De Profundis Clamavi Ad Te Domine (2004, Regain Records) - Attera Totus Sanctus (2005, Regain Records) - Attera Orbis Terrarum (Part 1) (2007, Regain Records) - Attera Orbis Terrarum (Part 2) (2008, Regain Records) - Angelus Exuro Pro Eternus (2009, Regain Records) The Project Hate - Hate, Dominate, Congregate, Eliminate (2000, Threeman Rec.) |  | God Among Insects - World Wide Death (2004, Threeman Records) - Zombienomicon (2006, Threeman Records) Dominion Caligula - A New Era Rises (2000, No Fashion Records) Hypocrisy - Penetralia (1992, Nuclear Blast) - Osculum Obscenum (1993, Nuclear Blast) - Pleasure of Molestation (1993, Relapse Records) |

## Filmografia
- Black Metal: A Documentary (2007, film dokumentalny, reżyseria: Bill Zebub)